# Lamillarié
Lamillarié è un comune francese di 430 abitanti situato nel dipartimento del Tarn nella regione dell'Occitania.

## Società

### Evoluzione demografica
Abitanti censiti